# Svjetska konferencija regularnih masonskih velikih loža
Svjetska konferencija regularnih masonskih velikih loža (engl. World Conference of Masonic Regular Grand Lodges) je međunarodni savez i skup slobodnozidarskih velikih loža koje pripadaju regularnom ustroju, odnosno koje su prepoznate kao takve od Ujedinjene velike lože Engleske (UGLE) i drugih matičnih velikih loža.

## Povijest
Prvi sastanak regularnih velikih loža pod nazivom Svjetski susret velikih majstora masonerije (engl. World Meeting of Grand Masters of Freemasonry) organiziran je sredinom ožujka 1995. godine u Meksiku na kojem je nazočilo 37 velikih loža. Središnja tema sastanka bila je Slobodno zidarstvo u trećem tisućljeću: izazovi i strategije.
Na trećem sastanku u New York-u u svibnju 1998. godine, na kojem su sudjelovale 63 velike lože, utvrđene su temeljnje pretpostavke za daljnje fukncioniranje Konferencije; promijenjen je naziv u Svjetsku konferenciju regularnih masonskih velikih loža kako bi se skup otvorio i za velike tajnike; utvrđena je svrha i pravila skupa; utvrđena je organizacijska struktura Konferencije imenovanjem izvršnog tajnika. Od tada se Konferencija organizira svakih 18 mjeseci na drugom kontinentu.
Na XIII. konferenciji u Bukureštu u svibnju 2014. godine po prvi put su održani izbori za izvršnog tajnika koferencije na mandat od četiri i pol godine. Tako je izabran Radu Bălănescu, veliki majstor Nacionalne velike lože Rumunjske, naslijedivši tom prigodom dugogodišnjeg izvršnog tajnika Thomasa Jackson koji je tu dužnost obnašao 16 godina.

### Dosadašnje konferencije
Regularne velike lože do sada su se sastajale preko 15 puta, i to:
- I.  – Ciudad de México i Acapulco, Meksiko, 1995.[1][2]
- II. – Lisabon, Portugal, 1996.[1][2]
- III. – New York City, Sjedinjene Američke Države, 1998.[1][2]
- IV. – São Paulo, Brazil, 1999.[1][2]
- V. – Madrid, Španjolska, 2001.[1][2]
- VI. – New Delhi, Indija, 2002.[1][2]
- VII. – Santiago de Chile, Čile, 2004.[1][2]
- VIII. – Pariz, Francuska, 2006.[1]
- IX. – Washington, Sjedinjene Američke Države, 2008.[1]
- X. –  Libreville, Gabon, 2009.[4]
- XI. – Cartagena, Kolumbija, 2011.[4]
- XII. – Chennai, Indija, 2012.[5]
- XIII. – Bukurešt, Rumunjska, 2014.[6][3]
- XIV. – San Francisco, Sjedinjene Američke Države, 2015.[7][8]
- XV. – Antananarivo, Madagaskar, 2017.[9]
- XVI. – Panamá, Panama, 2018.[10][11]
- XVII. – Nazaret, Izrael, 2020.[12] (nije se održalo)
- XVII. – Berlin, Njemačka, 2021.[13]
- XVIII. – Jeruzalem, Izrael, 2023.[14]
- XIX. – Foz do Iguaçu, Paraná, Brazil, 2024.[15]
- XX. – Kaapstad, Južnoafrička Republika, 2026.[16]

## Ustroj

### Izvršni tajnici
Dosadašnji izvršni tajnici Konferencije su:
1. Thomas W. Jackson, veliki tajnik Velike lože Pennsylvanije (1998. – 2014.)[2][3]
2. Radu Bălănescu, veliki majstor Nacionalne velike lože Rumunjske (2014. – 2018.)[3]
3. Oscar de Alfonso Ortega, veliki majstor Velike lože Španjolske (od 2018.)[17]